# José Isabel Trejo Reyes
José Isabel Trejo Reyes (Zacatecas, 9 de abril de 1959) es un político y contador público mexicano, miembro del Partido Acción Nacional. Ha ocupado los cargos de senador y diputado federal.
Estudió la Licenciatura en Contaduría Pública y Auditoría en la Universidad Autónoma de Zacatecas, la Universidad de Guanajuato y la Universidad Autónoma de Tamaulipas. Antes de ejercer la política se dedicó al periodismo, a la asesoría financiera y al fútbol, siendo futbolista profesional 1979 a 1987, además de ser Director de Radio de Zacatecas de 1988 a 1991, Director del Periódico Imagen de 1991 a 1992 y asesor financiero de 2002 a 2003.
Ha ejercido los cargos de Consejero Político Nacional y Estatal el PAN y ha sido electo en tres ocasiones Diputado federal, a la LIX Legislatura de 2000 a 2003, en la LXII Legislatura de 2012 a 2015 y LXIV Legislatura de 2018 a 2021;  además fue Senador por el estado de Zacatecas electo en primera minoría para el periodo de 2006 a 2012.
El 14 de agosto de 2014 fue nombrado Coordinador del grupo parlamentario del PAN en la Cámara de Diputados en sustitución de Luis Alberto Villarreal García.
El 20 de enero de 2015 fue designado como nuevo Secretario general de su partido sustituyendo a Fernando Álvarez Monje y Ricardo Anaya elegido como nuevo coordinador parlamentario.